# Пастушок новогвінейський
Пастушок новогвінейський (Megacrex inepta) — вид журавлеподібних птахів родини пастушкових (Rallidae). Ендемік Нової Гвінеї. Це єдиний представник монотипового роду Новогвінейський пастушок (Megacrex).

## Опис
Довжина птаха становить 42 см. Верхня частина тіла темно-коричнева, боки охристі, обличчя, горло і верхня частина грудей білувато-сірі. Дзьоб жовтий, лапи чорні.

## Підвиди
Виділяють два підвиди:
- M. i. pallida Rand, 1938 — північ центральної Нової Гвінеї;
- M. i. inepta D'Albertis & Salvadori, 1879 — південь центральної Нової Гвінеї.

## Поширення і екологія
Новогвінейські пастушки живуть у вологих рівнинних і заболочених тропічних лісах і в мангрових лісах. Живляться равликами та іншими безхребетними, а також дрібними земноводними, плазунами і ссавцями. Новогвінейські пастушки не вміють літати, однак швидко бігають і можуть лазити по деревах.